# Song Zhenzong
Song Zhenzong (ur. 23 grudnia 968, zm. 23 marca 1022) – trzeci cesarz Chin z dynastii Song, panujący od 997 roku do śmierci.

## Życiorys

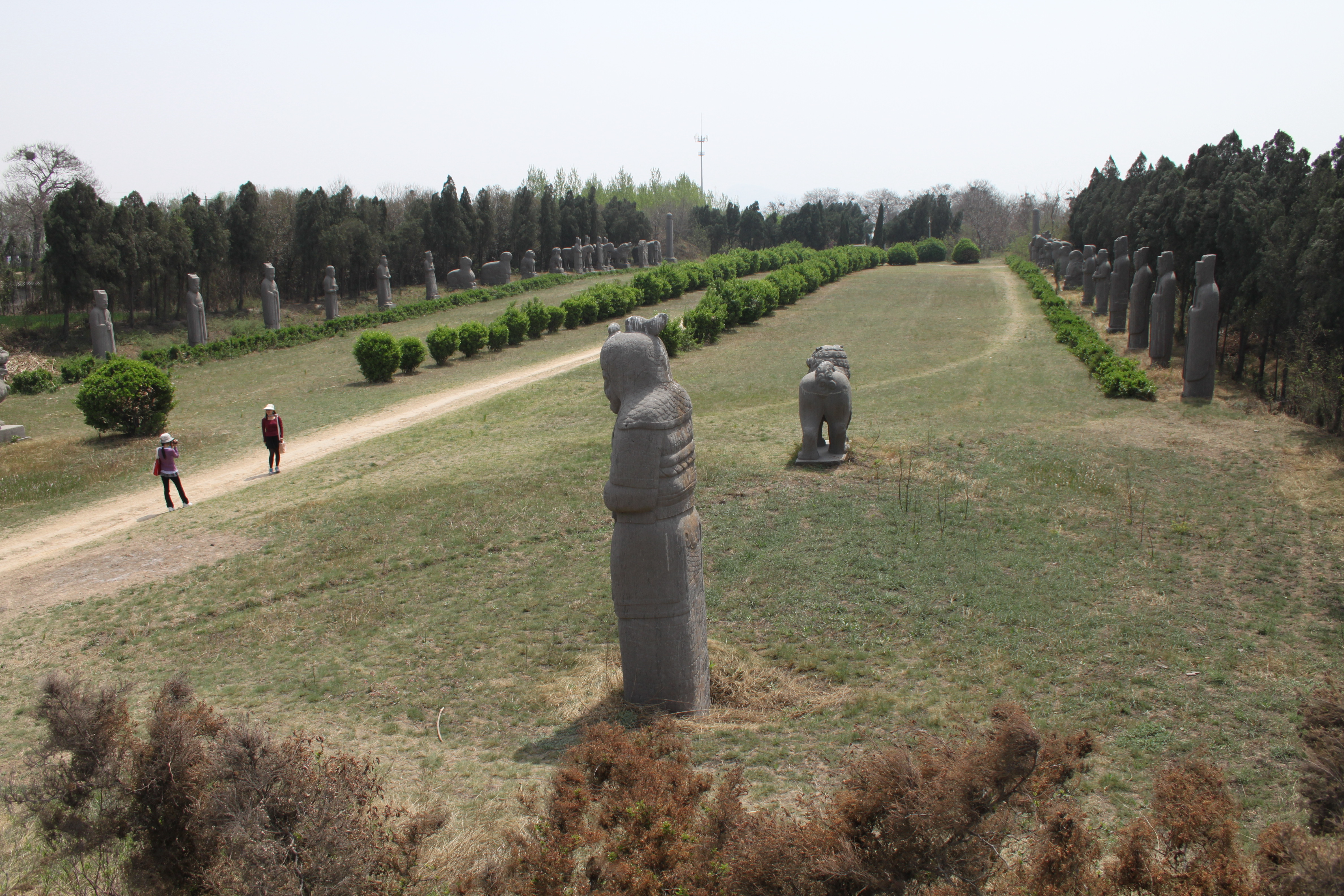
Grobowiec cesarza Zhenzonga

Urodził się w 968 roku i był synem poprzedniego cesarza Songa Taizonga, po którego śmierci w 997 roku wstąpił na tron. W 1004 roku na mocy traktatu z Chanyuan pogodził się z utratą przez poprzedników części północnych Chin i tym samym zakończył walki na północy z Kitanami. Jego panowanie przyczyniło się do rozwoju konfucjanizmu na terenie jego państwa (np. kazał wybudować wiele świątyń Konfucjusza). Sam jednak stworzył system wierzeń oparty na buddyzmie i taoizmie. Pod koniec panowania prawdopodobnie oszalał. Zmarł w 1022 roku, gdy władzę przejął jego syn Renzong.